# Adriana Zubiate
Adriana Amparo Zubiate Flores (Lima, 11 de marzo de 1982) es una modelo, ex reina de belleza ganadora de Miss Perú Universo 2002, actriz ocasional y presentadora de televisión peruana.

## Biografía
Adriana Zubiate estudió en el colegio Nuestra Señora del Carmen - Carmelitas de Miraflores.
Zubiate empezó en el modelaje publicitario y pasarela, deportista, fue integrante de la selección nacional de básquet, y del equipo de básquet del Club Regatas Lima y la selección de la Universidad Nacional Mayor de San Marcos. En el año 2000 ingresó a la Universidad Nacional Mayor de San Marcos en la Facultad de Medicina Veterinaria, en la modalidad de deportista calificada, pero no concluyó la carrera quedándose en el 2° año. En 2015 tuvo una breve participación en básquet para Universitario de Deportes.
Fue elegida Miss Perú en 2002 y concursó en Miss Universo 2002. Siendo morena, en la categoría "Mejor cuerpo" resultó tercer puesto. Condujo un espacio radial y el programa de televisión Mango.
En 2005 fue jurado del certamen de belleza local en Guadalupe organizado por Marina Mora. A la vez, fue convocada para el programa de telerrealidad de Warner Channel Solteros Codiciados III Extreme Edition.
Zubiate concursó en la primera temporada del reality show de baile Bailando por un sueño conducido por Gisela Valcárcel, donde obtuvo el segundo puesto tras tres meses de competencia. Posteriormente trabajó para RPP y Panamericana Televisión.
En 2009 debutó como actriz en la serie Broders. En ese año confirmó su inclusión para el segmento de espectáculos de Buenos días, Perú.
Entre 2011 y 2014 condujo el espacio de espectáculos Chollyshow por ATV.

### Campañas de salud
Adriana causó gran revuelo en la opinión pública peruana cuando reveló que detectó cáncer mamario a medidados de la década de 2000, cuando superó de un prolongado tratamiento oncológico que le hizo perder su cabellera. Inspirada en el fallecido estilista Marco Antonio Gallegos abanderó la campaña Cabellos por la Vida (posteriormente Marco Antonio: Cabellos por la vida), bajo el apoyo de Instituto Nacional de Enfermedades Neoplásicas, que busca la fabricación de pelucas para las mujeres de bajos recursos que están siguiendo el tratamiento de quimioterapia. Este contó el apoyo de personalidades televisivas como Gisela Valcárcel y Magaly Medina. 
También realizó campañas ecológicas y de salud.

## Televisión
- Bailando por un sueño (2008) Primera temporada; 2.º puesto.
- Broders (2009) como Carmen Lara.
- Locas y divinas (2009) Presentadora.[18]
- Chollyshow (2011–14) Presentadora.
- Corazón de fuego (2012) como Micaela; Participación especial.